# Estádio Levy Mwanawasa
O Estádio Levy Mwanawasa (em inglês: Levy Mwanawasa Stadium) é um estádio multiuso localizado na cidade de Ndola, na Zâmbia. Inaugurado em 2 de junho de 2012, é oficialmente a casa onde o ZESCO United manda seus jogos oficiais por competições nacionais e continentais. Esporadicamente, a Seleção Zambiana de Futebol também manda partidas amistosas e oficiais no estádio, que tem capacidade para 49 000 espectadores.